# Sociologia del cos
La sociologia del cos estudia el cos humà com a símbol. Parteix del principi que els éssers humans modelen el seu cos segons unes convencions socials que són canviables però que en diuen força sobre la societat.
Els primers estudis en sociologia i antropologia del cos es troben contaminats per la retòrica racial que cap al final de segle xix vol servir-se d'aquestes dues disciplines científiques per a justificar que existeixen unes societats superiors a unes altres. La ferralla racista és desbancada tot començar el segle XX gràcies a les corrents marxistes. Però el marxisme ofereix una mirada molt determinista sobre la realitat.
A partir dels anys 1940 hi ha una revisió antropològica de tota la literatura científica sobre l'estudi del cos. Això permet adonar-se que el cos és moltes vegades modelat per les convencions socials i que cap codi social és superior o inferior a cap altre. Simplement la societat contribueix a crear un corpus de gestos, mites i dinàmiques.
El cos a les societats industrialitzades és sovint el producte del consum. La societat del consum necessita crear uns imaginaris amb què poder vendre. D'aquesta manera el cos s'ha modelat segons la moda, segons l'obsessió envers la joventut, segons unes pràctiques esportives, etc. El cos és igualment un instrument per al poder polític. A la vegada el cos produeix unes dinàmiques parladores de la societat. Un somrís pot ser interpretat de forma diferent aquí o allà.
L'estudi del cos és un objecte difícil de definir perquè les recerques en l'àmbit parteixen sovint d'Occident i aquest bloc cultural ha tingut la tendència a separar el cos de l'esperit, dins la tradició cristiana, de certa forma represa pel pensament cartesià. La concepció del cos ha anat variant amb el temps. Aquesta és una primera conclusió quan hom mira de definir el cos com a objecte d'estudi. És a dir, si les societats actuals exerceixen poder d'influència sobre el cos i el seu comportament, les societats anteriors també exercien poder sobre el cos.
D'aquesta manera un règim polític determinat genera uns codis corporals i aplicables a tota la societat. Sovint el nucli de partença de l'estructura d'un estat ha tendit a fer de la dona una submisa, o tot el contrari, de forma que això mateix s'ha vist reflectit en la representació del cos de la dona i de l'home a la societat.

## Objectiu d'estudi i marc teòric

### Definició de l'objecte d'estudi
El cos és un mot de significats variats. Segons l'Enciclopèdia catalana, el cos pot voler dir:
- «conjunt dotat de dues operacions, que hom acostuma a designar + i x (suma i producte)» (matemàtiques)
- «tot col·lectiu, conjunt de persones que formen com un organisme, que exerceixen una mateixa funció» (història)
- «substància material que juntament amb l'ànima o l'esperit integra el compost humà» (religió)

La definicions s'allarguen fins al dret administratiu, el disseny, les arts gràfiques, etc. En sociologia el cos com a objecte d'estudi es refereix a l'anatomia.
L'espècie humana dins la seva capacitat abstracta i de raonament ha donat nom a cadascunes de les parts de la seva anatomia (ex.: el nas, el braç, els dits, els peus, etc). El conjunt seria el cos i cadascuna de les parts passaria per les categoritzacions. La sociologia del cos problematitza aquest conjunt, no pas les parts.

#### El cos com a objecte d'estudi
L'ésser humà ha fet històricament del cos un fetitxe. És a dir, n'ha fet una construcció cultural de tal magnitud que el cos esdevé un objecte a banda. La tradició pensativa religiosa, per exemple, ha tingut l'hàbit de separar cos i esperit, com si hi hagués dues realitats separades. Quelcom que remunta a l'Europa medieval, l'Àsia hinduista o animista, o l'Amèrica anterior a les colonitzacions, fins i tot retrobem el procediment a l'Àfrica antiga.
Aquest pensament concep moltes vegades el cos com una part de l'univers. Per a l'hinduisme el cos seria un abillament que conformaria una realitat abstracta i diferent del món celestial. Una ànima vindria a cada cicle ocupar aquest avatar que permetria fer-lo anar dins un nou món que s'hauria creat a partir d'un caos, es trobaria en desenvolupament i tornaria a desaparèixer.
El cristianisme reprèn aquesta lectura tot i que amb algun matís. No hi trobem cap esquema de pensament cíclic, però separa el cos de l'ànima. El cos és un abillament barroer, gairebé pecaminós. Seria quelcom de menyspreable que caldria amagar. L'ànima, en canvi, caldria cultivar-la perquè és de certa forma superior.
Aquest esquema de pensament es trenca d'alguna manera amb l'arribada del Renaixement a l'Edat moderna europea. El cos continua sent objecte de fetitxisme, però deixa de concebre's progressivament com a pecat i trajo mal parit de la realitat. El pensament es posa al centre de la reflexió i de la societat. Pren forma una altra manera de concebre el cos i que conforma un fetitxisme més que arriba al seu bum amb la Revolució Francesa. És a dir, es construeix una altra narració fictícia del concepte cos. Malgrat que persisteix la mirada religiosa, aquesta nova perspectiva fa del cos un objecte sexual, un objecte de treball, un objecte de mirades mediàtiques, un objecte de bellesa, un objecte en totes les vessants. La societat contemporània crea amb això tota una simbologia rere el cos que la sociologia mira d'entendre.
Convé considerar que a la societat contemporània les ciències, en el sentit més ampli, han contribuït a construir aquest fetitxisme. Especialistes de tota mena es dediquen a estudiar i, per tant, a parlar del cos com si fos una ficció. La societat dels especialistes estudia doncs el cos com a objecte de desig, com a objecte malalt que cal curar, com a objecte de transformació social, etc.
El cos esdevé, resumidament, una tasca difícil de definir perquè el pensament religiós subjau i malgrat no haver-hi una societat de pensament mític, l'ésser humà, en tant que cultural, crea les seves pròpies narratives al voltant del cos, transformant-lo en quelcom de diferent a l'anatomia. Tanmateix, és aquesta cosmovisió que l'ésser humà es fa del cos allò que constitueix la matèria d'anàlisi de la sociologia del cos.

### Historial de recerques
Les primeres recerques en l’àmbit de la sociologia del cos són racials. S’inicien al segle xix a Europa i són el producte d’una societat que vol justificar l’existència d’uns col·lectius blancs superiors a poblacions negres. Hi ha mesuraments, càlculs i tot de recerques matemàtiques, estadístiques, entre més, que volen i s’entossudeixen a fer del negre, indígena o obrer, classes inferiors.
El marxisme treu tota la pols racista per a aportar-hi informació científica. És un pensament força determinista. Però del gros d’estudis realitzats, tot es resumeix a això mateix: d’una banda, teories racials que, mitjançant la ciència, intenten donar credibilitat a les ambicions polítiques de l'Europa de les colonitzacions; d’altra banda, teories marxistes que, amb el diàleg capitalisme-comunisme, extreuen les primeres conclusions més encertades i més comunament acceptades per la comunitat científica. Dins els diversos estudis, els que fan ús de la ciència per a justificar el racisme volen veure en els treballs de Freud quelcom de similar a la sociologia del cos, però cerquen sobretot reprimir les minories socials.
Les recerques marxistes tendeixen totes a mirar-se el cos com a producte d'una mecànica. S'estudia sobretot la relació entre maquinisme i cos. És el fruït d'un pensament que basa tot la seva construcció en el capital com a centre motor de la societat. Això torna aquests treballs de sociologia en "sociologia sobre el cos" [trd.] (Le Breton, 1992) més que sociologia del cos.
Georg Simmel encenta una nova etapa per a la sociologia del cos. Se centra molt més en la relació cos i societat. Obre el camí a l'escola de Chicago amb estudis com els de N. Anderson, C. Shaw o L. Wirth. És una etapa deslliurada del racisme i es fixa en el cos com a símbol parlador de la societat. Aporta informació sobre gestos, mirades i fins i tot els objectes que hom col·loca al cap per a decorar-lo. És a dir, els gestos o mirades de les persones també parlen de la societat de què formen part. És un tipus de sociologia de la contra-balança. És a dir, aspira a fer estudis que contra-balancin tot allò que s'havia fet fins llavors per a aportar quelcom de nou i més seriós.
En la dècada de 1940 la sociologia considera el cos des d'una vessant més antropològica i etnogràfica. El contacte amb altres cultures no industrialitzades i la caiguda del racisme a les mentalitats de molts europeus ajuda a tenir un resultat diferent al segle XIX. Ho investiguen M. Leenhardt, F. Boas, B. Malinowski, i d'altres. Els treballs es dediquen llavors a fer veritablement sociologia del cos i gràcies a aquesta aportació tenim ja definides les tres vies que orienten la sociologia del cos. És a dir, una sociologia de la mecànica, una altra de l'imaginari i finalment una sociologia del mirall social.
Amb el maig francès els estudis sociològics sobre el cos prenen una altra dimensió. L'alliberament sexual dona molta rellevància al cos perquè en fa una eina contra el règim de valors establert. El cos ja no és com el va definir l'església catòlica. No cal amagar-lo, es pot reivindicar i fins i tot se n'acaba fent una ficció. El cos és arreu. Quelcom possible pels estudis antropològics i etnogràfics de la dècada de 1940, que van evidenciar que el cos talment com el tracta la societat és fruït de convencions socials. Els treballs en sociologia agafen una gran embranzida, especialment amb els treballs de M. Foucault, N. Elias, P. Bourdieu, J. Baudrillard.

## Estudis sociològics

### El cos com a mecànica

#### La societat influeix en l'etiqueta
Robert Hertz publica l’any 1909 un treball força revelador de la relació entre cos i societat. Mira d’entendre com és possible que existeixi població esquerrana i dretana. Vol entendre si la majoria àmplia de població dretana és o no el producte de la societat. Les conclusions són reveladores. La gran majoria podria adoptar tant la dreta com l'esquerra. És a dir, d’un llarg ventall de població analitzada, la part dretana i esquerrana que no pot anar més enllà i només pot limitar-se a aquest ús, és marginal. La conclusió és evident, les pràctiques socials canvien el propi cos.
Tot partint d’aquesta base ja treballada, diverses escoles en el camp de la sociologia fan una retrospectiva. A l'Edat moderna, per exemple, la societat de les Corts aristocràtiques acaba modelant d’alguna forma el cos, segons com eren les pràctiques socials. Això és demostrable pels hàbits del bon parlar, del bon fer, és a dir, dels modals. El fet de tenir una construcció social concreta contribueix a canviar el cos per exigències d'etiqueta. D’aquesta forma hi ha dones que poden arribar a ofegar-se per l'obligació de dur segons quins vestits. Si això fou efectivament així a Europa, a l'Àsia es va obligar les dones de la cort a embotifarrar-se els peus per a poder lluir tacons punxeguts, tal com manava l’etiqueta i això va condicionar-ne la formació dels peus.

#### La societat influeix en les tècniques
Els treballs de Robert Hertz són importantíssims perquè demostren que la societat exerceix influència sobre el cos. Amb aquest constat M. Mauss publica a l'entre-guerres tot un estudi relatiu a les tècniques. És a dir, la societat o la construcció social també modificaria la tècnica de treball i ho faria segons l'edat, el sexe, el rendiment, etc. Tot això tindria un punt focal que uniria cadascuna de les tècniques: la transmissió. Cada cultura transmet unes maneres diferents de fer. Així, per exemple, caminar o nedar no es fa de la mateixa manera a Occident que a l'Orient. La respiració en el ioga o el taoisme difereixen perquè són dues pràctiques modelades per cultures diferents.
L'any 1950 C. Levi-Strauss reprèn les categoritzacions de Mauss perquè, essencialment, els treballs inicials sobre la tècnica són sobretot un catàleg de pràctiques susceptibles de canviar segons la cultura. La idea de Levi-Strauss era de crear un arxiu internacional de tècniques amb què s'aconseguís mitjançant la comparació aprendre les maneres distintes que les cultures utilitzen per a modelar la tècnica.
Tots dos treballs es tornen primordials perquè permeteren crear una estructura o base de treball sobre la qual estudiaren posteriorment molts sociòlegs, de tot sexe confós. Per exemple, primerament s'obre una revista a França (Gestes et imatges) on B. Koechlin s'interessa en gestos banals com a tècniques culturals apreses. G. Hewes en continua la línia de recerca. Paral·lelament, G. Bruant, A. Rauch, P. Arnand, J. Thibault o G. Vigarello, s'interessen en les possibles tècniques culturals que genera l'esport. Més endavant, François Loux fa el mateix treball amb els oficis.

#### La societat influeix en la gesticulació
A l'Índia assentir difereix dels Països Catalans. Mentre els catalans belluguen horitzontalment el cap per a dir no, els inidians belluguen ovaladament el cap amb el mentó per a dir no. Són diferències culturals les que expliquen aquest fenomen i que es repeteixen a tot el món. Els primers treballs sociològics relatius a això els va publicar als anys 1940 D. Efron als EUA. Es va dedicar a comparar els gestos de jueus i italians, tant integrats com acabats d'arribar. El final de l'estudi revela que la cultura canvia els gestos.
El treball fou molt capdavanter per la seva època i permeté en ultra posar entredit les teories racistes de l'Alemanya nazi segons les quals els gestos no són culturals, sinó biològics, de forma que allò que feia la raça ària, segons el feixisme alemany, havia d'imposar-se perquè era superior a altres maneres de gesticular.
Tot una branca neix amb la sociologia dels gestos. Es dedica a inventariar els gestos de la comunitat humana al món i entendre com poden explicar coses de la societat que els envolta. Així mica en mica s'acaben destacant treballs com els de R. Birdwhistell que demostra que la lingüística és un factor determinant per a la creació de gestos particulars per a cada cultura.

#### La societat influeix en l'expressió dels sentiments
Les societats occidentals industrialitzades tendeixen a no mostrar els plors quan algú d'estimat és mort. Els funerals es teixeixen de negre. Sovint s'enterra el difunt. Però en societats aborígens australianes la dinàmica no és la mateixa. L'expressió de dol i dolor es fa en societat, és a dir, es mostra, no es regla a l'esfera sentimental. La dinàmica dels gestos fa evident que fins i tot en l'expressió dels sentiments, la cultura i la societat influeixen.
Aquestes varen ser les conclusions de M. Mauss. Els sentiments no són una expressió únicament regida per la psicologia i solament personal. Són molts cops el producte de la societat o en tot cas, s'expressen tal com la societat els ha codificat prèviament. Són treballs de camp sobre societats aborígens els que han permès a arribar a aquestes conclusions.
Com és l'amor a la francesa, a la catalana o a la finesa...? Són preguntes banals, podria haver-hi un comportament homogeneïtzador i, això no obstant, els estudis sociològics ens revelen que el marc cultural i social condicionen aquestes respostes. És a dir, sí, efectivament, existeixen maneres d'expressar el seu amor segons la societat. Ens pot semblar, repetim-ho novament, banalitzant, però l'afer ha fet objecte de tota una literatura científica. Partidaris del darwinisme social, molts pseudocientífics volgueren a finals del segle xix veure en l'expressió dels sentiments un tret evolutiu i, sobretot, justificar que la gestualitat occidental denota d'una evolució superior de l'estat animal.
Els treballs de M. Mauss són doncs importantíssims. Es desfan de la matèria racial amb què comencen els estudis en antropologia i sociologia. Més endavant, els treballs realitzats als EUA, sobretot en mans de M. Zborowski, confirmen que no existeix cap tret evolutiu que justifiqui formes inferiors o superiors de gestos. Simplement l'ésser humà produeix gestos que canvien segons la societat i, en aquest sentit, l'entorn cultural i social influeix igualment en la manera com una persona expressa els seus sentiments. I, això, no té cap mena d'implicació jeràrquica.

### El cos com a imaginari social

#### Els rols de gènere i sexe
Els treballs en antropologia han permès fer evident que els rols atorgats a home i dona són construïts. És a dir, la dona no està predestinada a cuinar, fregar i quedar-se a casa a cuidar del nadó, així com l'home no està fet per a treballar fora de casa, aportar diners a casa i responsabilitzar-se de la seguretat de la seva dona i fills. Tot això són rols que la societat occidental ha volgut donar a cada sexe, però altres societats creen rols diferents. Són conclusions de M. Mead que va anar-se'n a Nova Zelanda a estudiar-se tres societats tribals.
Els Nuer no fan de la dona fertilitat, és a dir, no associen a la dona la fertilitat. Els xambuli no associen home a dominació. I, així, tot un lot d'observacions. Per tant, la societat ha creat uns imaginaris. A Occident l'imaginari sovint posa la dona en el rol de debilitat, de submissió a l'interès i voluntats o desitjos de l'home. Són treballs d'E. Goffman. La publicitat, que el sociòleg ha analitzat atentament, ho posa de manifest.

#### Els valors atorgats al cos
Les societats també creen uns valors sobre aquest o aquell cos, aquesta part o aquella del cos i això crea un imaginari. Així la societat occidental on el masclisme n'és la base, ha fet del penis quelcom d'exraordinari. Mentre a l'antiga Grècia el sexe masculí és de mida petita, al món contemporani i occidental, el peni és enorme i a aquesta mida se li atorga el valor de plaer, fertilitat i poder. Són treballs de Mary Douglas.
Podem dir doncs que els valors que hom atorga al cos són el fruït d'un imaginari construït. La societat occidental, per exemple, ha agafat el model de les estàtues greco-romanes com a perfecció de la bellesa. És així mateix com l'esport acaba cultivant un imaginari que retroben en produccions culturals com les pel·lícules d'aventura o d'acció. El superheroi és musculat, no té discapacitat i gairebé que és màgic, perquè posseeix uns poders.
Si fins ací hem posat l'accent sobre el valor dels òrgans o de la totalitat del cos, cal saber que sota aquesta mateixa perspectiva, la societat ha donat valors a allò que és un cos femení, allò que és un cos masculí i fins i tot al comportament de cadascun d'aquests cossos.

#### L'imaginari feixista del cos
El feixisme ha elaborat tot un imaginari sobre el cos. Més ben dit, un imaginari sobre com ha de ser el cos en una societat feixista. És el producte d'un règim del terror que a més de voler controlar el pensament, també vol controlar els cossos. Així el feixisme ha elaborat l'estètica del cos femení i masculí. L'home ha de treballar per a muscular-se i mostrar-se amb aquesta manera de fer, fort. S'hi atorga el valor de virilitat, fertilitat i estabilitat. És una estètica molts cops violenta que no accepta un cos més femení o uns valors diferents a aquest imaginari, com ara homosexualitat, sensibilitat, etc. La dona, en canvi, és de corbes sinuoses, dedicada a embellir el seu cos. Són sinuoses perquè mentre el cos musculat vol ser sinònim de duresa i estabilitat, la sinuositat és un joc, així com és el reflex d'un cap sensible, emotiu i, per tant, poc estable. És el rol que li vol atorgar el feixisme. La dona és per tot això d'un ideal de cos que vol ser la fertilitat, la puresa i tot això ens reenvia al cristianisme, part de la ideologia feixista. La fortalesa suposada que l'imaginari de cos que el feixisme fa de l'home també procedeix de la mateixa arrel. Per tant, un cos sinuós per a la dona, no pot ser sinònim, per a l'ideari feixista, de fortalesa, estabilitat o virilitat.

### El cos com a mirall social

#### Teoria de la tensió de classes
Engels o Marx aporten uns primers treballs interessants sobre la relació capital i obrer. La seva primera conclusió és que el cos d'una persona de classe mitjana en una societat industrialitzada reflecteix les seves condicions de vida. No són òptimes perquè la tensió entre patronat i sindicat mai no és bona. El patronat exerceix poder sobre el sindicat. És una relació asimètrica que produeix condicions degradants per a l’obrer. D’aquesta forma la classe mitjana té sovint una salut corporal dolenta. Són conclusions extretes del marxisme, però són les primeres més serioses.
Són resultats que parlen de la societat industrialitzada del segle xix on l'estat abandona el seu rol pal·liatiu de l’activitat econòmica i per això la classe obrera treballa sense descans, sense condicions de vida, sense condicions de treball i sense cap mena d’ètica i moral que permeti corregir les externalitats negatives del capitalisme. L’accés a l'estat del benestar als països del bloc capitalista durant la Guerra Freda torna aquesta realitat més matisable, però no exempta la validesa de les conclusions.

#### La presentació del cos
La manera com la societat contemporània presenta el seu cos diu molta cosa sobre la seva cultura i els codis que la regeixen. És a dir, un mateix té una manera de presentar-se en societat i aquesta forma de presentació dona informació sobre hom i sobre la societat que l'envolta. D'aquesta manera no és la mateixa cosa presentar-se per a una publicitat, que presentar-se per a una entrevista de treball o presentar-se per a un espectacle. L'entrevista de treball demana sovint una presentació neutra, però la neutralitat és relativa segons on ens situem. El trajo neutral per a un diplomàtic xinès no és el mateix que per a un diplomàtic quebequès. Són dues cultures i maneres de concebre la neutralitat.
Això vol dir que la societat genera uns codis morals de presentació per als diversos àmbits amb què l'individu treballa en el seu tarannà. Una persona que treballa dins la indústria de l'entreteniment tindrà tendència a presentar el seu cos per a fer-lo visible, alhora que intentarà o s'esforçarà a posar la presentació al dia, tot seguint les normes de la moda. Això parla d'una societat diferent de la tradició on les presentacions són rígides perquè reflecteixen una dinàmica estamental.

#### El control polític sobre el cos
Als anys 1970 i sota l'impuls del maig francès els treballs en sociologia del cos s'interessen en l'impacte de la política sobre el cos. Dos autors majors s'hi destaquen. J.-M. Brohm i M. Foucault. Tots dos ens diuen que els cossos a la societat són el resultat del règim polític establert perquè la polític "imposa mitjançant la violència, la coerció i el constrenyiment" uns codis sobre "els cossos" de la població [trd.]. D'aquesta forma hi ha un "ordre" polític que s'acompanya "d'un ordre" corporal [trd.]. Altrament dit, la política exerceix poder sobre els cossos de la societat i estableix un sistema de relacions.

#### El poder de les classes sobre el cos
Dos autors són a remarcar-se: P. Bourdieu i L. Boltanski. Aporten a la sociologia del cos la lectura classista sobre el cos. És a dir, ens diuen que l'existència de classes condiciona igualment el cos, més delimitadament la manera en com les classes a la societat produeixen els seus imaginaris, les seves presentacions del cos i la gesticulació.
La classe com a motor de funcionament d'una societat fa que els cossos es diferenciïn segons aquestes, és a dir, cada classe té el seu imaginari, la seva manera de presentar el cos i de gesticular-se.
La teoria de la tensió de les classes sobre el cos emesa per Marx pren amb aquestes aportacions una altra dimensió. L'estat de salut d'un cos varia molt segons la classe a la qual un pertany.

#### El poder del consum sobre el cos
Jean Baudrillard s'interessa als anys 1980 sobre el poder que exerceix la societat del consum en els cossos. Ens diu que aquesta mena de societat ha fet del cos un fetitxe que serveix per a modelar les necessitats de la producció. És a dir, la indústria del consum ha creat tota una sèrie de mitologies al voltant del cos amb la idea de vendre. D'aquesta forma la societat ha anat modelant el seu cos en funció d'aquests mites. Hi trobem la necessitat perpètua d'anar arranjant el cos en funció d'un ideal d'higiene, de joventut, d'elegància, de virginitat, de rols de gènere, de plaer o d'individualitat i individualisme.